# Endmoräne bei Grünhübl

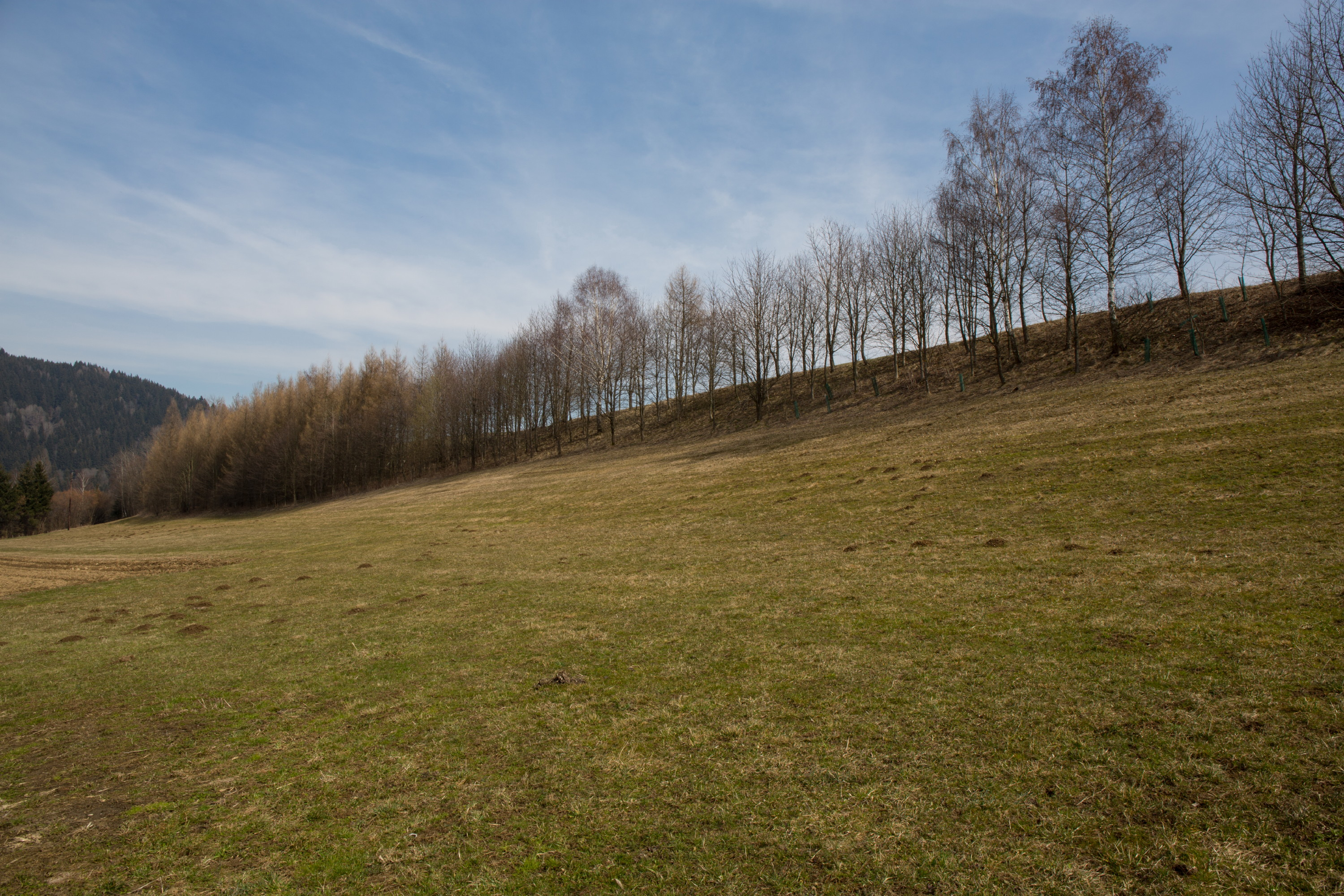
Endmoräne bei Grünhübl

Die Endmoräne bei Grünhübl ist die würmzeitliche Endmoräne des Murgletschers.

## Überblick
Der Höhepunkt der letzten Kaltzeit war um 20.000 v. Chr. und die Alpen waren dabei flächig vergletschert. Große Teile des Eises flossen über den Neumarkter Sattel und den Perchauer Sattel nach Süden ab, sodass sich im Murtal nur noch die Zunge eines Seitengletschers bis knapp vor Judenburg erstreckte. Das Aichfeld war östlich von Grünhübl eisfrei, die das Aichfeld umgebenden Gipfel zeigten nur mehr lokale Vergletscherungen.

## Endmoräne
Die Endmoräne von Grünhübl knapp westlich von Judenburg markiert somit die maximale Ausdehnung des würmzeitlichen Murgletschers. Sie ist etwa 80 m mächtig und bildet einen deutlichen Wall über der heutigen Mur. Die Endmoräne besteht aus groben, teils gekritzten, kristallinen Blöcken, die mit kleineren und sandigem Geschiebegestein, darunter auch Kalk, hinterfüllt sind. Die Moräne ist vollkommen ungeschichtet.